# 甘棠镇 (福安市)
甘棠镇是中国福建省宁德市福安市下辖的一个镇。

## 行政区划
甘棠镇共辖1个居委会、32个行政村，分别是：
莲城居委会、西门村、东门村、南门村、北门村、上塘村、港边村、南塘村、甘坪村、甘江村、外塘村、后岐村、港岐村、国泽村、春雷云村、牛家洋村、奎聚村、英岐村、牛柏洋村、厝坪村、山下村、倪下村、吴洋村、观里村、湄洋村、何厝村、铜坑里村、山头庄村、小岭村、可洋村、岭尾村、过洋村、大车村。